# Concile de Vienne
Pour les articles homonymes, voir Conciles de Vienne.
Le concile de Vienne est pour l'Église catholique romaine le quinzième concile œcuménique. Il fut convoqué par le pape Clément V à la demande du roi de France Philippe le Bel pour discuter de l'avenir de l'Ordre du Temple. Il se réunit entre octobre 1311 et mai 1312 à Vienne (dans le Dauphiné de Viennois) et aboutit à la suppression de l'Ordre.
Outre la question centrale des Templiers, il traita de la querelle des spirituels qui divisait l'ordre franciscain. Il interdit les béguinages et légiféra sur la présence de l'islam en terre chrétienne. Les propositions de réforme de Guillaume Durand, évêque de Mende, y furent présentées.

## Contexte

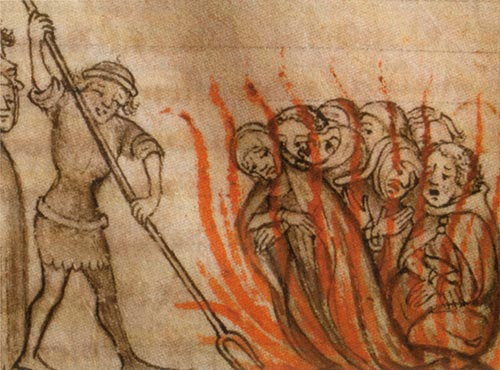
Exécution des Templiers.

Le concile de Vienne se situe dans le contexte d'une papauté affaiblie ; le pape Clément V, élu en 1305 grâce aux pressions du roi de France  Philippe le Bel, avait dû installer le siège de la papauté à Avignon.
Après la chute de Saint-Jean d'Acre, l'ordre de l'Hôpital s'est replié à Chypre pour préparer de nouvelles croisades et neutraliser la piraterie. Au contraire, les Templiers se sont repliés en occident et semblent assez peu se soucier de croisades. Cet « oubli de leur vocation à reconquérir la Terre sainte » choque leurs contemporains, et tout particulièrement le roi de France. En 1307, Philippe le Bel, inquiet du pouvoir des Templiers devenus très riches (ils pratiquaient l'usure pourtant interdite) et à qui il devait de l'argent et de l'état des finances royales (une nouvelle fois les caisses étaient vides), prend la décision de détruire l'ordre du Temple. Pour cela, le 13 octobre 1307, il décide de lancer ses chevaucheurs (les courriers royaux) aux quatre coins du royaume pour faire arrêter lors d'un vaste coup de filet tous les Templiers du royaume. Il s'est passé un mois entre l'envoi des courriers ordonnant l'arrêt des Templiers et les arrestations, et il ne s'est trouvé personne pour les prévenir, ce qui permet de mesurer leur impopularité. Lors des premiers interrogatoires, ils avouent sous la torture tout ce qu'on veut leur faire avouer : reniement du Christ, crachat sur la croix, idolâtrie, sodomie, simonie, prévarication, etc.
Tout cela se fait sans en référer au pape de qui, pourtant, ils dépendent. Clément V, ancien archevêque de Bordeaux, qui résidait entre Guyenne et Poitou, surpris par ces arrestations mais ébranlé par la multitude d'aveux, obtenus sous la torture, décrète la bulle Pastoralis præminentiæ qui ordonne l'arrestation de tous les Templiers de la Chrétienté, rappelant ainsi que seul le pape a le pouvoir de décider de leur sort.
Par la bulle Faciens misericordiam du 12 août 1308, il crée des commissions diocésaines, chargées d'enquêter sur les agissements des Templiers, et des commissions pontificales, chargées de juger l'Ordre du Temple comme tel. Ces dernières livrent leurs rapports lors d'un concile œcuménique convoqué à Vienne (sur le Rhône) en 1310, qui discute de son sort.

## Déroulement du concile

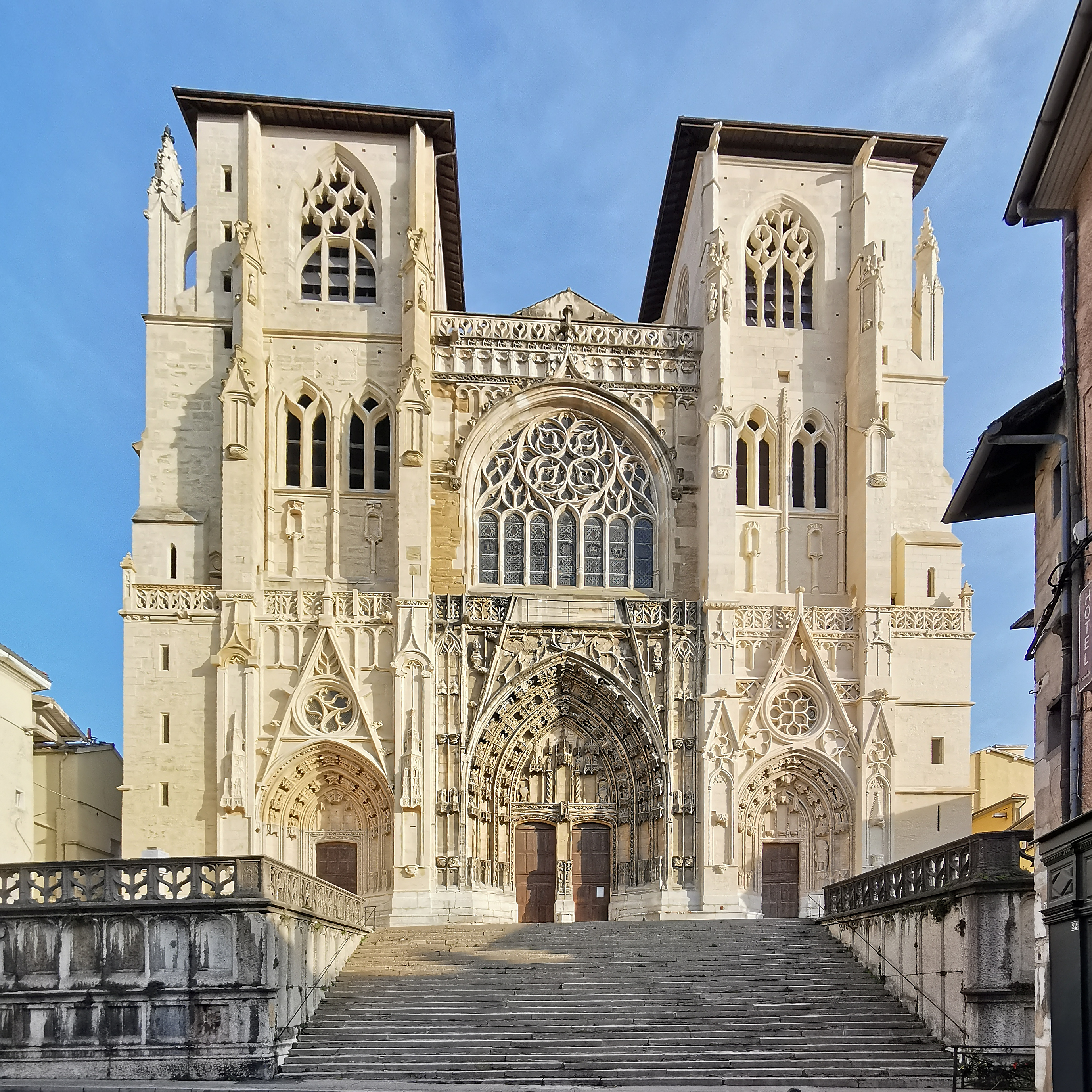
La cathédrale Saint-Maurice de Vienne.

Ce n'est finalement que le 16 octobre 1311 que le concile de Vienne, présidé par Clément V, commence ses travaux. 300 évêques et abbés étaient convoqués, mais il n'en vint que 114, surtout italiens et français. Il se tient dans la Cathédrale Saint-Maurice. Les conclusions des commissions pontificales diffèrent cependant de ce que désire le roi et son gouvernement : l'Ordre du Temple doit être réformé et non aboli. Plusieurs évêques ne sont pas convaincus de la culpabilité des Templiers et penchent dans le même sens. Ils voudraient les entendre se défendre. Ne voulant pas s'opposer ouvertement au roi, Clément V va atermoyer pendant plusieurs mois.
Au printemps 1312, les membres du concile apprennent que Philippe le Bel est à Lyon avec son armée. Prenant peur, ils acceptent alors tout ce que le pape décrète. Des textes inachevés furent approuvés « en blanc » et remaniés après coup.
Le concile de Vienne prend officiellement fin le 11 mai 1312.

## Les décisions

### La dissolution de l'ordre du Temple
Par la bulle Vox in excelso du 22 mars 1312, le pape supprime purement et simplement le Temple, bien qu'il ne le condamne pas. La bulle Ad providam du 2 mai décrète que les biens du Temple passeront aux mains des Hospitaliers. Enfin, une troisième bulle, datée du 6 mai, annonce que le pape se charge du jugement des dignitaires de l'Ordre.

### Rejet de la réforme de Guillaume Durand
Le 16 octobre 1311, Guillaume Durand, évêque de Mende, présente son rapport intitulé Tractatus de modo generalis Concilii celebrandi, où il préconise une réforme de l'Église catholique. Il remet en cause l'absolutisme de Rome. Il prône en faveur du mariage des prêtres, de la gratuité des sacrements, et milite contre les fêtes religieuses qu'il juge trop licencieuses.
Cette réforme est rejetée, certains craignant qu'elle puisse provoquer un schisme.

### La querelle des spirituels
Cette querelle oppose deux tendances dans l'ordre franciscain. Les « spirituels » s'en tiennent à l'esprit de pauvreté à l'origine de la fondation de cet ordre par Saint François d'Assise, et refusent la possession de biens matériels et les privilèges. Les idées de Pierre de Jean Olivi, mort quelques années plus tôt, marquent particulièrement ce courant.
Le concile tenta de concilier les deux tendances, demandant que les règles de l'ordre distinguent les obligations strictes liées au vœu de pauvreté des simples recommandations. Des thèses théologiques imputées à Olivi furent dénoncées.

### Béguinages et Libre Esprit
Le mouvement des béguinages, né au début du XIIIe siècle, est alors à son apogée. Il regroupe des femmes qui, sans être consacrées, mènent une vie de moniale. Critiqué dès Latran II, le mouvement est ensuite encouragé par la papauté, mais est à nouveau inquiété par l'Inquisition.
En 1310, la mystique Marguerite Porete est brûlée à Paris pour hérésie. Les extraits de son œuvre, le Miroir des âmes simples anéanties, sont lus au concile et servent de base à la rédaction du décret Ad nostrum condamnant Béguards et béguines.

### L'islam
Le concile discute d'une nouvelle croisade mais ne décrète pas pour autant les levées de fonds correspondantes. Il demande aux princes chrétiens d'interdire dans leurs territoires les pèlerinages sur les tombeaux de « saints » musulmans, ainsi que les appels à la prière.

### Doctrine
« Pour la première fois depuis longtemps, un concile ne s'est vraiment saisi d'aucune question de doctrine ».